# Doraemon 3
Doraemon 3: Nobita to Toki no Hogyoku (ドラえもん3 のび太と時の宝玉) est un jeu vidéo de plates-formes - action développé par AIM et édité par Epoch en décembre 1994 exclusivement au Japon sur Super Famicom. Le jeu est inspiré du manga Doraemon.

## Synopsis
Un ami de Nobita trouve un fossile mais celui-ci est détruit accidentellement. Doraemon et ses compagnons remontent le temps à une époque préhistorique pour retrouver le fossile.

## Système de jeu
5 personnages sont jouables: Doraemon, Nobita, Suneo, Jyian et Shizuka.
Au Présent, la ville de Nobita est exploré en vue aérienne, tandis que les niveaux Prehistoriques sont en 2D à défilement horizontal.